# 陰陽探偵少女遊RANTO☆魔承録
『陰陽探偵少女遊 RANTO☆魔承録』（おんみょうたんていたかなしらんとましょうろく）は、『月刊コミックドラゴン』1999年1月号から2001年12月号にかけて連載された、あかほりさとる原作、奥田ひとし作画による漫画。角川書店から単行本が発行、全5巻。
なお本項では、ライトノベル『陰陽探偵RANTO☆魔承録 ZERO』（おんみょうたんていらんとましょうろく ゼロ）についても併せて解説する。

## 概要
妖怪などと対峙するシーンではシリアスに描かれるが、その他の日常の描写はギャグ風に描かれることも多い。
登場する道具や、対峙する妖怪などは、日本の伝承からの引用が多い。
作品発表においては漫画作品である『陰陽探偵少女遊 RANTO☆魔承録』が先行し、遅れてライトノベル版の『RANTO☆魔承録 ZERO』（以下「ZERO」と表記する）が書き下ろし長編小説の形で富士見ファンタジア文庫より発表されている。なお、ZEROについては、さらに後ドラゴンマガジンにて短編連載が行われ、これをまとめた短編集も発刊されたが、後述の事情により、その後の展開が存在していない。
このことから解るように、本来はあかほりの原案・企画による富士見書房のメディアミックス企画作品とすることを主眼に置いた作品であった。しかし、小説版の立ち消えを原因として、その後の各種企画は凍結され、結局漫画作品のみが最後まで執筆・完結されるに至る。

## あらすじ
陰陽探偵である少女遊乱人は、許嫁である吉祥天子を巡って起きる数々の怪事件を、相棒の村正、四鬼、千早らと共に解決していく。

## 登場人物

### 主要人物
少女遊乱人（たかなし らんと）
美的感覚が常人の正反対で、いつも変な服を着ている。16歳だが、飛び級でアメリカの大学を卒業しており、そこらの大学教授も裸足で逃げ出すらしい。乙川らが「名無し」の鬼を奪おうとした際に「名無し」の鬼に殺さたかに見えたが、実は鬼世界で「名無し」の鬼の根源である悪想念を始末するために自ら“生”を止めたのであり、天子のピンチに帰還する。
ZEROでは、天子の友人たちとのキャンプに偶然居合わせた第三者を装い合流。キャンプを舞台に繰り広げられる連続殺人を解決するが、その経緯から天子に嫌われ、拒絶される（詳細は天子の項およびZEROの項目で後述）
四鬼（しき）
乱人の相棒で、乱人のシャツに宿っている鬼。年齢不詳。通称「シャツ姐（-ねえ）」。前鬼，後鬼の2匹の鬼を操る。一度乱人のシャツから出たら1週間は出られない。
ZEROでは短編連載版から登場する。
吉祥天子（きっしょう てんこ）
15歳。乱人の許嫁。14歳の誕生日に吉祥天あるいは荼吉尼天に覚醒するとされる。8歳の頃に遊園地で遭遇した惨劇を思い出して荼吉尼天に覚醒しかけるも乱人に救われるが、飯綱法幻によって乱人と天海のやり取りの“一部のみ”を見せられて、悲しみの末に荼吉尼天として覚醒してしまった。その後、乱人の決死の覚悟により再度救われる。
乱人の母・彼方と接触した際に心を散らせてしまうが、その際に彼方の心を感じ取る力と、少女遊を取り込んだ妖の力を封じる“昇火”を身に付ける。乱人が殺され、封霊寺に移ってからは吉祥天の守護者不動明王に語りかけ、その力を借りる。圧倒的な力で「名無し」の鬼を追い込むが、「名無し」の鬼が天使のような姿になって以降は逆に追い込まれる。ピンチに追い込まれたところで乱人が帰還し救われる。
ZEROでは、友人たちとキャンプに行った先で乱人と知り合う。乱人を単なる変人と思っていたところに怪しげな殺人事件に巻き込まれる事に。さらに乱人が暴いた殺人犯は自ら親友と認めていた友人であり、しかもその理由が、その友人が荼吉尼衆の末裔であったがためで、その目的は天子の荼吉尼天としての覚醒を促すためだった。結果として乱人の推理の結果は友人たちの死の原因となり、天子は親しかった友人すべてと、それまでの平和な暮らしのすべてを失うことになる。そのため、結果的に友人たちの命を奪い、自らの平和な暮らしを奪い去った乱人と、彼の提唱する陰陽の世界を心の底から否定・憎悪している。ただし短編版では乱人が自分を守ってくれることに、少しだけではあるが恩義を感じるようになる。
村正（むら ただし）
乱人の友人であり、相棒。17歳。通称「村正（むらまさ）」。作中全く話さないが、時として過剰演出をする。一切の家事を完璧にこなす。剣部で、本来は裏陰陽寮に加担しない少女遊の命を奪うために乱人の下に来たのだが、一族になくてはならない存在である乱人の力を守るために自らの力を使うこととした。事が成就する願掛けとして喋らなくなったという。瀬田の唐橋の事件をテレビで見て単身西へ向かい、かつての仲間である乙川らと再会する。
麗野千早（うるわしの ちはや）
乱人が管理するろくビル2階のヘアサロン「カットスタジオ千早」の店長。20歳。乱人の髪いじりが趣味。鏡部であり、相手の攻撃をそのまま跳ね返すなど作中の活躍も多い。「名無し」の鬼が解放された際、いよいよピンチと見るや強力な結界でその場の全員を守る。乱人の母違いの兄で、エリートである鏡部頭の地位を捨てて乱人の宿命を分け合うことを選んだ。そのため乱人が殺された際、仇討に闘志を燃やす。
瑠璃（るり）、玻璃（はり）、綺羅（きら）
「カットスタジオ千早」の店員。見た目は人間そのものだが、実は式神。眠る時などは札となっている。
少女遊彼方（たかなし かなた）
乱人の母だが、16歳で乱人を生んだ直後に、魔に心を食われて時間を止められてしまっている。記憶が混乱しており、乱人を恋人だと思っている。毎週火曜日に乱人が、集めた心を口移しで戻すために見舞っているが、天子との接触によって戻した心が再び散ってしまう。「名無し」の鬼戦では、再生を早める目的で「名無し」の鬼に狙われており、また乱人が人間界に戻るために欠かせない人物であり、非常に重要な役割を占めた。ちなみに「名無し」の鬼戦後も記憶は完全には戻らなかった。

### 吉祥家
吉祥天海（きっしょう てんかい）
天子の祖父。94歳。吉祥成願寺の住職。吉祥衆や千早からは「大阿闍梨」と呼ばれる。ちなみに吉祥成願寺は吉祥衆の“表の”総本山であり、“裏の”総本山・封霊寺が存在し、そこの住職もかねる。鍛え上げられた筋肉を持ち、頭はいかなる状況であろうとも常に光っている。「名無し」の鬼戦では決死の金剛鎖で致命傷を負い、そのまま帰らぬ人となった。
吉祥天乃（きっしょう あまの）
天子の母。
吉祥光雄（きっしょう みつお）
天子の父。婿養子であり、陰陽の力を持っていない。
吉祥衆（きっしょうしゅう）
特定人物ではなく集団の総称。大阿闍梨の命で天子を守った。武器は杖。

### 陰陽寮・裏陰陽寮
忍田三郎（しのだ さぶろう）
京都の陰陽寮所属の山伏風の男。
乙川魔姫（おとかわ まき）
裏陰陽寮所属、剣部。瀬田の唐橋に遺された、平将門の妖の軍勢の管理者（＝乙姫）。京都で別れた後、「名無し」の鬼を奪おうとするが、人が御せるものではなく失敗におわる。「名無し」の鬼戦後は村正が裏切った理由を理解し、ミエミエと共に村正を追い掛け回すこととなる。
正宗（まさむね）
裏陰陽寮所属、剣部。村正と同じく刀を使用する、巨漢。

### 警視庁特異課
桑田ほにゃらら（くわた -）
警視庁の刑事、階級は警部。十手を携行する、古いタイプの刑事。オカルトや心霊といったものは一切信じない。両親が出生届を出す際に名前を忘れてしまい、なし崩し的に名前が決まってしまったらしい。
小中高大（こなか たかひろ）
ヒラ刑事。自称「警視庁の不思議ハンター」。オカルトや心霊関係の話題が大好き。

### ろくビル
ウマル・ムハンマド・アリ・アフラド・ブン・サカリーヤ
1階の「エスニック鶴亀」の店長。本名全て、もしくは「ウメさん」と呼ばせたがる。エスニック料理屋なのだが、作る料理は一風変わった寿司。
十尼ひとえ（じゅうに -）
「ブティック・地味」のオーナーデザイナー。乱人の服の趣味を「一種の天才」と理解しており、乱人の趣味に応える服を用意している。
美枝美枝（よしえ みき）
乱人が店長を兼ねる、地下のゲームセンター「嵐見参」の店員。19歳。村正に恋心を抱いており、反面乱人に対しては事務的。通称「ミエミエ」。元銀座の超高級クラブのNo.1だったらしいが、ヤクザに絡まれたところを村正に助けられて以来バイトとして押しかけたとのこと。メガネを外すと美人だが、普段は他の男から声をかけられないようにしているらしい。西に向かう村正を尾行し、正宗に見つかり気絶させられ、そのまま乱人らにも忘れ去られてしまった。

### 一般人
山辺礼奈（やまべ れいな）
渋谷の女子高・聖オルフェウス学院の生徒で、天子の中学時代の先輩。
井沢由樹（いざわ ゆき）
渋谷の女子高・聖オルフェウス学院の保険医。尾田切により九尾の狐の依り童とされており、復活した九尾の狐と溶け込み吸精鬼（サッキュバス）となったが、乱人により救われる。
尾田切（おだぎり）
渋谷の女子高・聖オルフェウス学院の校長。オサキを集めて九尾の狐を復活させ、最高の美女を作ろうとしたが、吸精鬼によって精気を吸い取られてしまった。
神尾克実（かみお かつみ）
天子の級友。天子に恋心を抱いており、彼方の心を探す天子に着いて回るが、桃太郎の封印を壊して憑かれる。

### 荼吉尼衆
飯綱法幻（いづなほうげん）
「腐りきった世は一度滅ぶべき」として荼吉尼天の復活を望む、荼吉尼衆の長。天子が8歳の頃に遭遇した惨劇にも関わっており、全ては荼吉尼天へと覚醒させる布石であった。天子が荼吉尼の力を発揮してからは大天狗の力を手に入れ乱人を圧倒するが、乱人によって勾玉（凶玉）を首にかけられ、その力で周囲の魔を集めてパワーアップするが、最終的に絶えず集る魔の力に体が耐え切れず崩壊。
荼吉尼衆（だきにしゅう）
特定人物ではなく集団の総称。飯綱法幻の命で行動し、荼吉尼天である天子をさらおうとした。

### 霊獣・妖怪・鬼
ケトル
野干と呼ばれる人語を理解する荼吉尼天の霊獣。天子の使い魔。通常一般人には見えない。
前鬼（ぜんき）、後鬼（こうき）
四鬼が使役する鬼。陰陽五行説でに当てはめると、前鬼は水の気、後鬼は土の気を源とする。普段は異界に生息しており、召喚にはすさまじい霊気を必要とする。
サッキュバス
元ネタは夢魔を参照。小田切が復活させ、井沢由樹に憑いた妖怪。
大天狗（おおてんぐ）
天子の自宅に現れた、荼吉尼の力が暴走した荼吉尼衆の姿。自我を失っており、飯綱法幻の意のままに行動する。四股バスター、つっぱりクラッシュ、怒涛タックル等の必殺技を持つ。天子を飯綱山へと連れ去った。
キメラ
元ネタはキメラを参照。作中においては彼方の心を喰らった犬とカラスと蛇が融合した新しい妖。
桃太郎（ももたろう）
元ネタは桃太郎を参照。作中においての桃太郎は、不老不死の霊薬を飲んで“魂のみ”が不老不死になったもの。桃源社に「戌」「申」「酉」の石で封印されていたが、神尾克実によって封印が解かれてしまった。乱人たちは、渋谷駅前の3つのビルに「犬」「猿」「雉」を写すことで封印を謀ったが、「犬」のモニターが壊されてしまう。しかし、忠犬ハチ公の像が代わりを成すことで封印に成功した。
大百足（おおむかで）
元ネタは藤原秀郷#百足退治伝説を参照。俵藤太が遺した「将門の遺産」で、死を知らぬ死者の軍団。乙川によって彼方の心を与えられ、より強化された。「ひたすら戦う宿命を負った不死戦士たち」の象徴である「鍔のない刀」に鍔を与えることで否定された時成仏し、鏡部の力で鍔を増幅して一網打尽にされた。
「名無し」の鬼（ななしのおに）
乱人が管理する「いちビル」に、光すらも逃さない強力な封印で封じられている鬼。乙川らが奪おうとしたが、到底人が御せる代物ではなく乱人が殺されてしまう（半ばわざとであるが）。天海が実体化した姿は阿修羅のようであった。その実は人間界の悪想念が鬼世界に溜まり、意思を持って動き出したものであり、倒すためには鬼世界で悪想念を始末する必要があった。

## 特技
解卦身魂（わけみたま）
乱人が使用。取り付いた魂と体を分ける。
玉響（たまゆら）
乱人が使用。一切の物理攻撃を無効にする。
～之陣（～のじん）
乱人が使用。“火”“風”“水”“陽”“陰”“夢”“無”“夜”の8つの玉の組み合わせで使用し、単体であれば「火之陣」「風之陣」、複数組み合わせれば「火風陰無之陣」「火風水陽之陣」等となる。
天地八之陣（てんちはちのじん）
乱人が使用。“火”“風”“水”“陽”“陰”“夢”“無”“夜”の8つの玉全てを使用する。
鏡（かがみ）
千早が使用。相手の攻撃を跳ね返す。
鏡結（かみゆい）
千早が使用。鏡の縛め（いましめ）で動きを封じる。「像が踏んでも壊れない」らしいが、飯綱法幻と大天狗には砕かれてしまった。
囚（しう）
鏡部究極奥義。千早が式神と共に使う。合わせ鏡に捕らえられた光で目標の行動を縛るが、「名無し」の鬼の強大な力には通用しなかった。
真言“金剛鎖”（しんごんこんごうさ）
吉祥衆が使用。結界を張る。荼吉尼天すら封じ込んだ。天海は「名無し」の鬼と体を直結させ決死の覚悟で封じ込み、天子が不動明王と語らう時間を稼いだ。

## 用語
陰陽寮（おんみょうりょう）
国の秘密機関。平安時代より現在に至るまで、陰陽の力を悪用しようとする者を陰で抹殺してきた組織。
裏陰陽寮（うらおんみょうりょう）
陰陽寮を追放された、剣部らが名乗る。陰陽寮に復讐することを目的とする。
玉造部（たまつくりべ）
古代朝廷の為に勾玉を作り続けた部民（べのたみ）。元は陰陽寮所属であったが、魔に近すぎるとして忌み嫌われ、陰陽寮を追放された。乱人はその末裔。
剣部（つるぎべ）
陰陽寮を追放された部民。村正、乙川、正宗らが該当。大百足退治で知られる俵藤太も剣部であったらしい。
鏡部（かがみべ）
陰陽寮の部民で、鏡部頭はエリートとされる。千早が該当するが、千早自身は陰陽寮を抜けている。
吉祥天（きっしょうてん）
仏教においての位置づけは吉祥天を参照。維持神ヴィシュヌの妻ラクシュミーが仏教に入ったもの。毘沙門天の妃、観音様の化身という説も。大いなる善神。
荼吉尼天（だきにてん）
仏教においての位置づけは荼枳尼天を参照。破壊神シヴァの妃カーリーの侍女ダキニが仏教に入ったものとされるが、実はカーリーがこの世に現れた直後にとる最強の破壊形態がダキニであるという。本来は女神であるが、日本では天狗の神様・飯綱権現として男神として描かれることも多い。

## 陰陽探偵RANTO☆魔承録 ZERO
前述のとおり、あかほりさとるの執筆によって富士見ファンタジア文庫より発刊された本作のライトノベル版。全2巻。挿絵イラストは漫画と同じく奥田ひとしが担当した。
冒険能力バトルもの的なテイストを前面に押し出した漫画と違い、いわゆるミステリ的なメソッドとサスペンス性を前面に押し出した作品として執筆されているが、これが読者の不興を招くこととなった。
結果としてあかほりは本作の展開を中断させて、封印同然の作品とし、漫画以外の企画を凍結した。以降、公の場での言及は行われず、あかほりの作品履歴における黒歴史的作品のひとつと化す。この作品以降、あかほりは徐々にその活動の場をライトノベルから一般小説へと移していくこととなる。